# LinuxLive USB Creator
LinuxLive USB Creatorは、LinuxディストリビューションのLive USBを作成するMicrosoft Windowsのツールである。

## 機能
- ブート可能なLive USB（Linuxディストリビューション）を作成することができる。
- 変更点を保存する領域が確保される。（この点でLiveDVDとは本質的に異なる）
- ポータブルVirtualBoxを使用して、Windows上で仮想的にLiveUSBを起動することが可能である。
- USB上に作成されたファイルを隠しファイルにすることができる（オプション）
- USB上にすでに存在しているファイルを破壊せずにLive USBを作成することができる（オプション）

## サポートしているLinuxディストリビューション
- Ubuntu及びそのフレーバー
- Zorin OS
- Linux Mint
- elementary OS
- Emmabuntüs
- Kali Linux
- Fedora
- HandyLinux
- Debian
- OpenSUSE
- Sabayon Linux
- Arch Linux and ArchBang
- PCLinuxOS
- CentOS
- Damn Small Linux
- Puppy Linux
- Toutou Linux
- GParted Live
- Clonezilla
- Pinguy OS
- CrunchBang Linux
- Super OS
- Manjaro
- Red Hat Enterprise Linux
- KNOPPIX

　その他多数。